# Vom Ende der Klimakrise – Eine Geschichte unserer Zukunft
Vom Ende der Klimakrise – Eine Geschichte unserer Zukunft ist ein 2019 erschienenes Sachbuch von Luisa Neubauer und Alexander Repenning. Beide laden aus persönlicher Perspektive alle dazu ein, „Teil der Geschichte zu werden, die wir von nun an schreiben.“ Diese handle vom Ende der Klimakrise, von der Haltung, „mit der wir der Krise begegnen“, und vom dafür nötigen Einsatz. Das gemeinte „Wir“ umfasse aber nicht nur ihre Generation, deren zukünftiges Leben maßgeblich von der Klimakrise beeinträchtigt sein werde. Einbezogen seien auch die „Gesellschaftsgestalter*innen von heute“ – und neben denen, „die an den politischen, wirtschaftlichen und finanziellen Schalthebeln sitzen“, auch alle anderen zur Ausübung ihrer demokratischen Rechte Aufgerufenen. (S. 22 u. 26)
Den Begriff Klimawandel halten Neubauer und Repenning für ungeeignet, das Bedrohliche des weltweiten Temperaturanstiegs und dessen menschliche Verursachung zu vermitteln. Anstelle von Wandel bevorzugen sie für ihre Problemdarstellung den Begriff Krise in der altgriechischen Bedeutung von „Entscheidung“ bzw. „Zuspitzung“: „Wenn uns für das Erreichen des 1,5-Grad-Ziels noch rund 11 Jahre bleiben, um die globalen Emissionen zu halbieren, stehen die politischen Entscheidungsträger*innen heute an einem Scheideweg.“ (S. 127)

## Gliederung und inhaltliche Akzente
Nach der Einleitung entfalten Neubauer und Repenning in 12 Kapiteln ihren Kenntnisstand sowie ihre Gedanken und Vorschläge zur Einhegung der Klimakrise. Teils vorangestellt, teils eingeschoben sind zahlreiche Abschnitte, in denen sie Erlebnisse schildern, die sie selbst zu ihrem Engagement motiviert haben, oder die Eindrücke davon vermitteln, wie es ihnen damit geht. In den drei ersten Kapiteln werden diverse Zukunftsszenarien skizziert, in den Kapiteln 4 bis 9 werden unterschiedliche Merkmale der Klimakrise näher ausgeführt, und in weiteren drei Kapiteln sind Handlungsaufforderungen zusammengestellt.

### „Unsere Zukunft ist eine Dystopie“
Bereits im Erscheinungsjahr des Buches 2019 stellten sich den Verfassern viele globale Ökosysteme als vielleicht nie mehr vollständig reparabel beschädigt dar. Selbst bei Einhaltung sämtlicher Klimaschutzziele aller Regierungen sei eine Erwärmung der globalen Durchschnittstemperatur um 2,7 bis 3 Grad Celsius im Jahr 2100 zu erwarten, verbunden etwa mit Savannenbildung in großen Teilen des amazonischen Regenwalds, abgestorbenen Korallenriffen, sturmgepeitschten Küstenstädten, beispiellosem Artensterben – „einem in zunehmendem Ausmaß unbewohnbaren Planeten.“ (S. 31)

### „Weil ihr uns die Zukunft klaut“
Bei einem Besuch Neubauers  mit Greta Thunberg am Potsdam-Institut für Klimafolgenforschung rückten Wissenschaftler den Besucherinnen die Menschheit als neuerdings wirksame geologische Kraft ins Bewusstsein: Durch die Emissionen der zurückliegenden 140 Jahre seien Wüsten erschaffen und Gletscher vernichtet worden, seien Veränderungen bei Meeresströmungen und Luftmassenzirkulation bewirkt worden und würden Ökosysteme zerstört, „von denen wir selbst abhängen“. (S. 50 f.) In Wissenschaft und Öffentlichkeit aber ist die Bedrohlichkeit der Lage seit Jahrzehnten bekannt, ohne dass entsprechende Konsequenzen gezogen wurden.  (S. 52 f.) Bereits der Bericht der Enquete-Kommission „Vorsorge zum Schutz der Erdatmosphäre“ aus dem Jahr 1988 habe annähernd den heutigen wissenschaftlichen Kenntnisstand über die Klimakrise enthalten; und doch habe die Menschheit dem Planeten seither wissentlich größeren Schaden zugefügt als unwissentlich in allen vorherigen Zeiten. (S. 57 f.) Die zur Erreichung des 1,5-Grad-Ziels insgesamt noch verfügbaren 350 Gigatonnen an Emissionen würden bei gleichbleibend hohem globalen Ausstoß binnen neun Jahren verbraucht sein. (S. 60)

### „Uns fehlt eine Utopie“
Dass es wie bisher nicht weitergehen kann, ist für Neubauer und Repenning klar, nicht dagegen, was stattdessen kommen solle: „Wo sind die inspirierenden Zukunftsbilder und Erzählungen, die als Leitbild am Horizont einer gesellschaftlichen Transformation stehen?“ (S. 77) Von rückwärtsgewandten, mit völkischen und rassistischen Fantasien demagogisch aufgeladenen Vorstellungen grenzen sich Autorin und Autor entschieden ab, gehen aber auch auf Distanz zu einer „technokratischen Elite“, die es sich mit vermeintlich „alternativlosen“ Politikvorschlägen bequem gemacht habe. Ähnlich den visionären Zielen und bereitgestellten Finanzmitteln der Kennedy-Ära werde ein Apollo-Projekt gegen die Klimakrise gebraucht. (S. 86 f.)

### „Die Klimakrise ist keine individuelle Krise“
Mit Kritik und Veränderung des eigenen bzw. des individuellen Konsumverhaltens sei wenig zu gewinnen, solange die sozioökonomischen Rahmenbedingungen nicht grundlegend erneuert werden, lautet die Kernaussage dieses Kapitels. Im gegenwärtigen Umfeld sei es eine Frage des Geldes, sich umweltfreundliche Alternativen überhaupt leisten zu können. So sei Konsumkritik für den notwendigen Wandel allenfalls ein Anfang. (S. 101)

### „Die Klimakrise ist eine Verantwortungskrise“
Seit 1994 gibt es den Schutz der natürlichen Lebensgrundlagen „auch in Verantwortung für die künftigen Generationen“ als Staatsziel im Grundgesetz für die Bundesrepublik Deutschland. (S. 106) Nunmehr ist es die Jugend selbst – so die Verfasser –, welche sich inspiriert von Greta Thunberg, die sich aus Protest 2018 statt in die Schule vor das schwedische Parlament setzte, in der Fridays-for-Future-Bewegung, dafür engagieren, dass die Entscheidungsträger*innen sich ihrer Verantwortung bewusst werden und ihr durch ein entschieden zukunftsbezogenes Handeln gerecht werden. (S. 114 f.)

### „Die Klimakrise ist eine Kommunikationskrise“
Neben der fehlenden Genauigkeit und Schärfe von Begriffen wie Klimawandel und globale Erwärmung werden in diesem Kapitel weitere Defizite bezüglich der Kommunikation der Klimakrise beklagt und deren Ursachen erwogen. So sei es für die Menschen schwer zu fassen und kaum zu verarbeiten, was über das Ausmaß schon vorliegender Zerstörungen und bevorstehender Bedrohungen unterdessen bekannt ist. Zu den gängigen psychologischen Reaktionsmustern gehöre es, sich gegen solche überfordernden Botschaften zu wenden oder vor ihnen zu flüchten. (S. 132) Es werde auch im Journalismus eine Sprache gebraucht, die die Krise im Alltag begreiflich macht, „nicht auf eine lähmende, sondern auf aktivierende Weise.“ (S. 140)

### „Die Klimakrise ist eine Krise des fossilen Kapitalismus“
Für Neubauer und Repenning hat der Emissionsrechtehandel, das gängige Marktinstrument zur Begrenzung des CO2-Ausstoßes, die in ihn gesetzten Erwartungen bislang deutlich verfehlt. Die globalen Emissionen seien in den beiden zurückliegenden Jahrzehnten stetig gestiegen, und zwar nicht allein wegen des chinesischen Kohle-Booms. „Wir müssen feststellen, dass wir uns nach Jahrzehnten der Fokussierung auf marktbasierte Klimaschutzmaßnahmen mit großen Schritten auf irreversible Kipppunkte unseres globalen Ökosystems zubewegen.“ (S. 151 f.)

### „Die Klimakrise ist eine Wohlstandskrise“
Die nach dem Zweiten Weltkrieg weit verbreitete Vorstellung, dass ein wachsendes Bruttoinlandsprodukt (BIP) mit allgemeiner Wohlstandsvermehrung einhergeht, wurde aus Sicht beider Autoren während der zurückliegenden Jahrzehnte nicht eingelöst; stattdessen sei in vielen Ländern und Regionen eine wachsende Einkommens- und Vermögensungleichheit zu beobachten. (S. 166 f.) Doch auch wegen der Unmöglichkeit unendlichen Wachstums in einer endlichen Welt sei es sinnlos, am Wachstum des BIP und der Volkswirtschaften festzuhalten. (S. 178) Mache man sich klar, worin Wohlergehen eigentlich bestehe, so erschlössen sich mit der Erkenntnis, dass es kein gutes Leben auf einem zerstörten Planeten geben könne, neue Handlungsfelder. (S. 182)

### „Die Klimakrise ist eine Gerechtigkeitskrise“
Da nicht alle Menschen in gleicher Weise zur Klimakrise beigetragen haben und nicht alle in gleicher Weise davon betroffen sind, so die Verfasser, handle es sich auch um eine Gerechtigkeitskrise. Je weniger resilient bzw. widerstands- und anpassungsfähig in ökonomischer, sozialer, gesellschaftlicher oder kultureller Hinsicht jemand sei, desto mehr treffe ihn die Klimakrise im Vergleich zu anderen. (S. 184) Im Generationenvergleich etwa werde deutlich, dass die Jungen künftig werden ausbaden müssen, was die Generationen vor ihnen angerichtet haben. (S. 190) Nach Schätzungen werden im Rahmen des Nord-Süd-Konflikts auf die sogenannten Entwicklungsländer drei Viertel der Folgekosten der Klimakrise und die ärgsten Verheerungen entfallen, obwohl die ärmere Hälfte der Weltbevölkerung nur zehn Prozent Anteil an den bisherigen CO2-Emissionen hatte. (S. 193) Hervorgehoben wird zudem, dass Frauen von den Folgen der Klimakrise stärker als Männer betroffen seien. (S. 197)

### „Informiert euch!“
Aus Sicht der Verfasser fehlt es nicht so sehr am Wissen von der Klimakrise als an den nötigen Konsequenzen im Handeln, und zwar selbst bei vielen von denen, die sich als umweltbewusst verstehen und ihr Verhalten als weitgehend nachhaltig ansehen. (S. 214) Informiert werde zumeist über die Drastik der Lage. Gebraucht würden Informationen über die Auswege, ein Training des Vorstellungsvermögens, „ein Verständnis dafür, dass das Informieren über die Klimakrise genauso wichtig ist wie das Informieren über die Auswege, über den Anfang vom Ende.“ (S. 218 f.)

### „Fangt an zu träumen!“
Neben anschauliche Warnungen vor einer entfesselten Klimakrise stellen Neubauer und Reppening die Aufforderung, sich die Vorstellung einer klimaneutralen Zukunft  detailliert auszumalen. „Wir müssen lernen, uns die wünschenswerte Zukunft vorzustellen und zu erkennen, dass wir sie mit unserem Handeln herbeiführen können.“ (S. 240)

### „Organisiert euch!“
Die Entscheidung von Einzelnen zum Fleischverzicht entfalte kaum Wirkung, meinen die Verfasser. Anders verhalte es sich, wenn dreißig Millionen Menschen einen Monat lang Fleisch boykottierten, um gegen die Bedingungen der Massenproduktion zu protestieren. Ein solcher koordinierter Konsumstreik würde zu einem Aufschrei führen, zu Medienberichten und politischem Druck. Ein massenhafter vegetarischer Monat würde die Fleischproduzenten fürchten lassen, dauerhaft auf ihren Produkten sitzenzubleiben, und sie zu Zugeständnissen drängen. „Dies ist die Magie der Organisation und der Skalierung, anwendbar in jedem beliebigen Kontext.“ (S. 259 f.) Daraus folgt schließlich die Aufforderung: „Tut euch zusammen, online und offline, lokal und global (S. 266) “ – und die Präsentation einer Liste gewaltfreier, digitaler Aktionsformen. (S. 270 f.)
Im Epilog weisen Neubauer und Reppening u. a. auf den Gletscher Ok (Okjökull) hin, der als erster isländischer durch Schwund der Eisfläche den Status als Gletscher verloren hat. Binnen der nächsten 200 Jahre sei zu erwarten, dass alle anderen Gletscher weltweit ebenfalls verschwinden. Es liege jetzt an uns Menschen, den Anfang vom Ende der Klimakrise zu ermöglichen. „Wir sind diejenigen, in deren Händen es liegt, auf welche Weise die großen Veränderungen kommen werden: by design or by desaster.“ (S. 279 f.)

## Rezeptionsaspekte
Im Deutschlandfunk Kultur äußerte sich Susanne Billig angetan von der meist nüchtern, reflektiert und informiert vorgetragenen Abhandlung.  Von vielen Jahren aktiver Klimaschutzarbeit „spürbar debattengestählt“ führten Autorin und Autor in das Ausmaß der sich anbahnenden Katastrophe ein, zeichneten ein komplexes Bild der Herausforderungen und Lösungswege. Von der Geschlechtergerechtigkeit bis zur globalen Armutsforschung würden immer auch politische und sozialwissenschaftliche Aspekte eingebunden. Neubauer und Repenning, denen bewusst sei, dass sie Klimapolitik als Buchtitel nicht als Erste behandelten, wählten einen erzählenden Stil und fügten viele persönliche Erfahrungen und Begegnungen ein.  Dies mache es leicht, „ihren Stimmen, die teils gemeinsam, teils im Wechsel sprechen, durch das Buch zu folgen.“ Die Absurdität der klimatischen Weltlage als Ausfluss eines mit Füßen getretenen Generationenvertrags werde hier mit Händen greifbar.
Im Handelsblatt besprach Norbert Häring die Publikation als „eine Art Handbuch für klimabewegte junge Leute“, in dem viel auf Aussagen von Wissenschaftlern und ihren Gremien zurückgegriffen werde. Lohnend sei das Buch auch für die Generation 30 plus, indem es ihr helfe, die protestierenden Jugendlichen besser zu verstehen. Die beiden Autoren schafften es, in Stil und Inhalt eine Brücke zwischen den Generationen zu schlagen. Analyse und Argumentationsführung findet Häring „selbst auf dem schwierigen Feld der Wirtschaft und der Wissenschaft“ erstaunlich klar. Zielkonflikte zwischen materiellem Wohlstand, Klimaschutz und Armutsbeseitigung würden schonungslos angesprochen. Enttäuscht hingegen werde, wer viele konkrete Handlungsschritte oder gar eine umfassende Strategie zur Bewältigung der Klimakrise zu finden erwarte.